# Pak Song-chol (football, 1991)
Pour les articles homonymes, voir Pak Song-chol.
Pak Song-chol est un footballeur international nord-coréen évoluant au poste d'attaquant au sein du club d'April 25 SG à Pyongyang.

## Biographie
Pak émerge sur la scène internationale lors de la Coupe d'Asie des nations des moins de 19 ans 2010, compétition qu'il remporte et au cours de laquelle il marque trois buts : deux lors du premier tour contre l'Irak et le Bahreïn, le troisième contre la Chine en quarts de finale. Ce succès permet à la Corée du Nord de se qualifier pour la Coupe du monde de la catégorie. L'attaquant d'April 25 SG est parmi les 21 joueurs nord-coréens appelés par Yun Jong-su afin de partir en Colombie pour disputer la phase finale de la Coupe du monde des moins de 20 ans. Le parcours des jeunes Chollimas s'achève dès le premier tour où ils sont éliminés sans remporter un match ni même marquer un but.
En 2012, il fait partie du groupe nord-coréen engagé dans l'AFC Challenge Cup, compétition que la Corée du Nord remporte pour la deuxième fois consécutive, après le titre de 2010.
En parallèle des sélections en équipe A, Pak est toujours sélectionné en équipe de Corée du Nord espoirs, qui est engagé dans la toute nouvelle Coupe d'Asie de la catégorie. Il brille ainsi en ouvrant le score contre la Thaïlande. La Corée du Nord obtient sa qualification pour la phase finale, prévue à Oman en 2014.

## Palmarès
- Vainqueur de la Coupe d'Asie des nations de football des moins de 19 ans 2010 avec la Corée du Nord
- Vainqueur de l'AFC Challenge Cup 2012 avec la Corée du Nord